# Ghat (gmina w Libii)
Ghat (arab. غات, Ghāt) – gmina w Libii ze stolicą w Ghat.
Liczba mieszkańców – 16 tys.
Kod gminy – LY-GT (ISO 3166-2).
Ghat graniczy z gminami:
- Wadi asz-Szati – północ
- Wadi al-Hajat – północny wschód
- Marzuk – wschód